# Lääne-Nigula (commune)
Lääne-Nigula (en estonien : Lääne-Nigula vald) est une commune rurale du comté de Lääne en Estonie.
Le 1er janvier 2013, elle avait 3861 habitants et une superficie de 507 km2.

## Description
La municipalité de Lääne-Nigula est située à l'est de Haapsalu, s'étendant du golfe de Finlande au nord jusqu'à Matsalunlahti au sud. À l'est, la municipalité est bordée par la commune de Lääne-Harju et la commune de Märjamaa dans le comté de Harju, au sud par la commune de Lääneranna dans le comté de Pärnu et à l'ouest par Haapsalu et Vormsi dans le comté de Lääne.
La superficie de la commune est de 1 448,78 km2. La densité de population en 2021 était de 4,8 habitants par km2.

## Subdivisions
La commune de Lääne-Nigula a été créée en fusionnant les communes de Oru, Risti et de Taebla à la suite des élections municipales du 20 octobre 2013.
En 2017, elle a absorbé les communes de Noarootsi, Nõva, Kullamaa et Martna.
Dans ses frontières de 2013-2017, la commune de Lääne-Nigula regroupait 3 petits bourgs et 34 villages.

### Petits bourgs
Palivere, Taebla et Risti

### Villages
Allikmaa, Auaste, Ingküla, Jaakna, Jalukse, Kadarpiku, Kärbla, Kedre, Keedika, Kirimäe, Koela, Kuijõe, Leediküla, Linnamäe, Luigu, Mõisaküla, Nigula, Nihka, Niibi, Oru, Pälli, Piirsalu, Rõuma, Salajõe, Saunja, Seljaküla, Soolu, Tagavere, Turvalepa, Uugla, Väänla, Vedra, Vidruka, Võntküla.

## Démographie
| 2013  | 2016  | 2017  | 2018  |
| ----- | ----- | ----- | ----- |
| 3 861 | 7 147 | 7 099 | 7 097 |

| 2019  | 2020  | 2021  | 2022  |
| ----- | ----- | ----- | ----- |
| 7 041 | 6 983 | 7 005 | 6 794 |

| 2023  | - | - | - |
| ----- | - | - | - |
| 6 961 | - | - | - |

## Transport
La route nationale 9 menant de Ääsmäki à Saue jusqu'à Haapsalu et route nationale 10 reliant Lääne-Nigula à Saaremaa passent par Lääne-Nigula. 
Les routes nationales 17, 29 et 31 sont également des axes importants du comté.
Les routes secondaires 11230 et 11167 traversent aussi la commune.

## Galerie

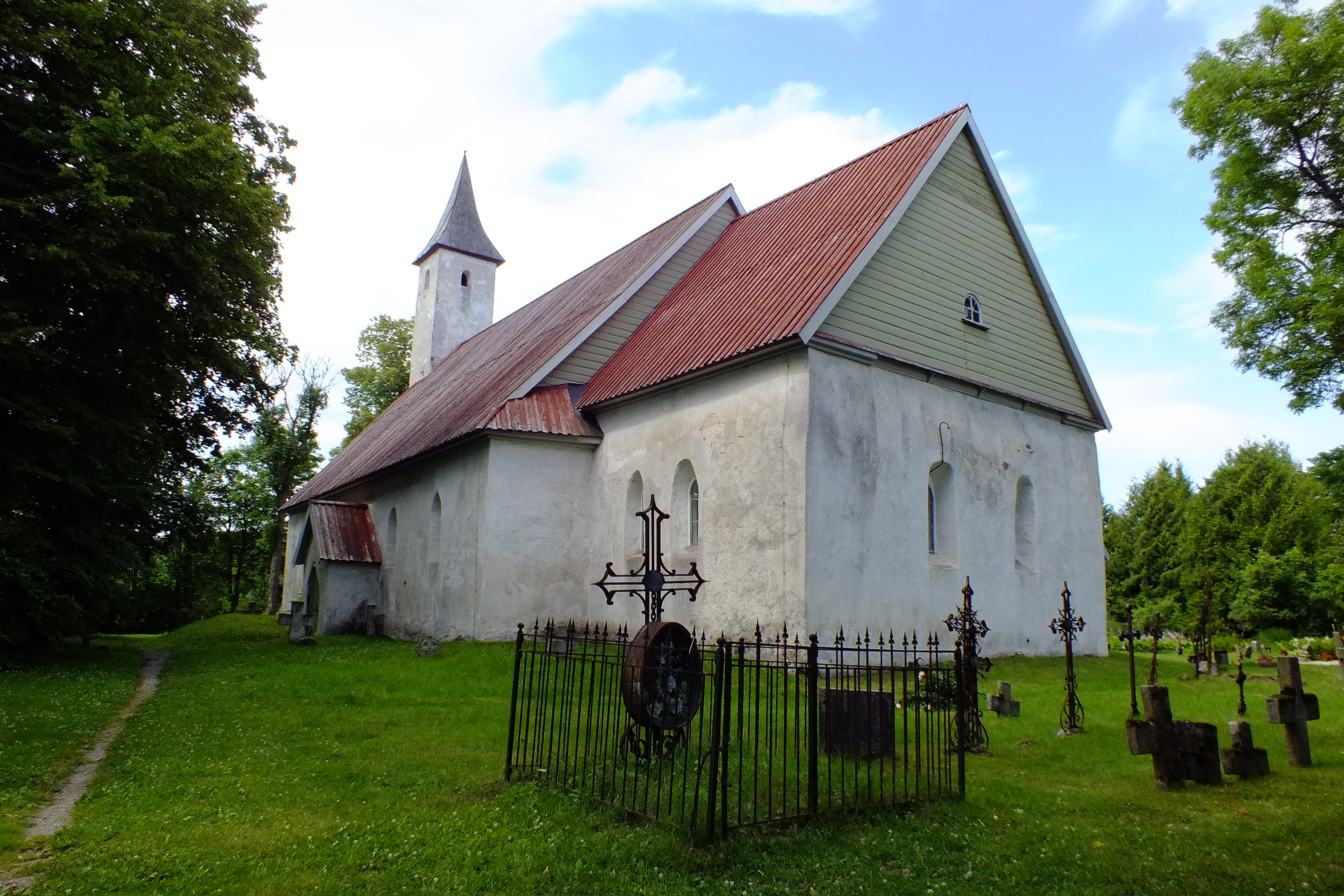
Église de Noarootsi
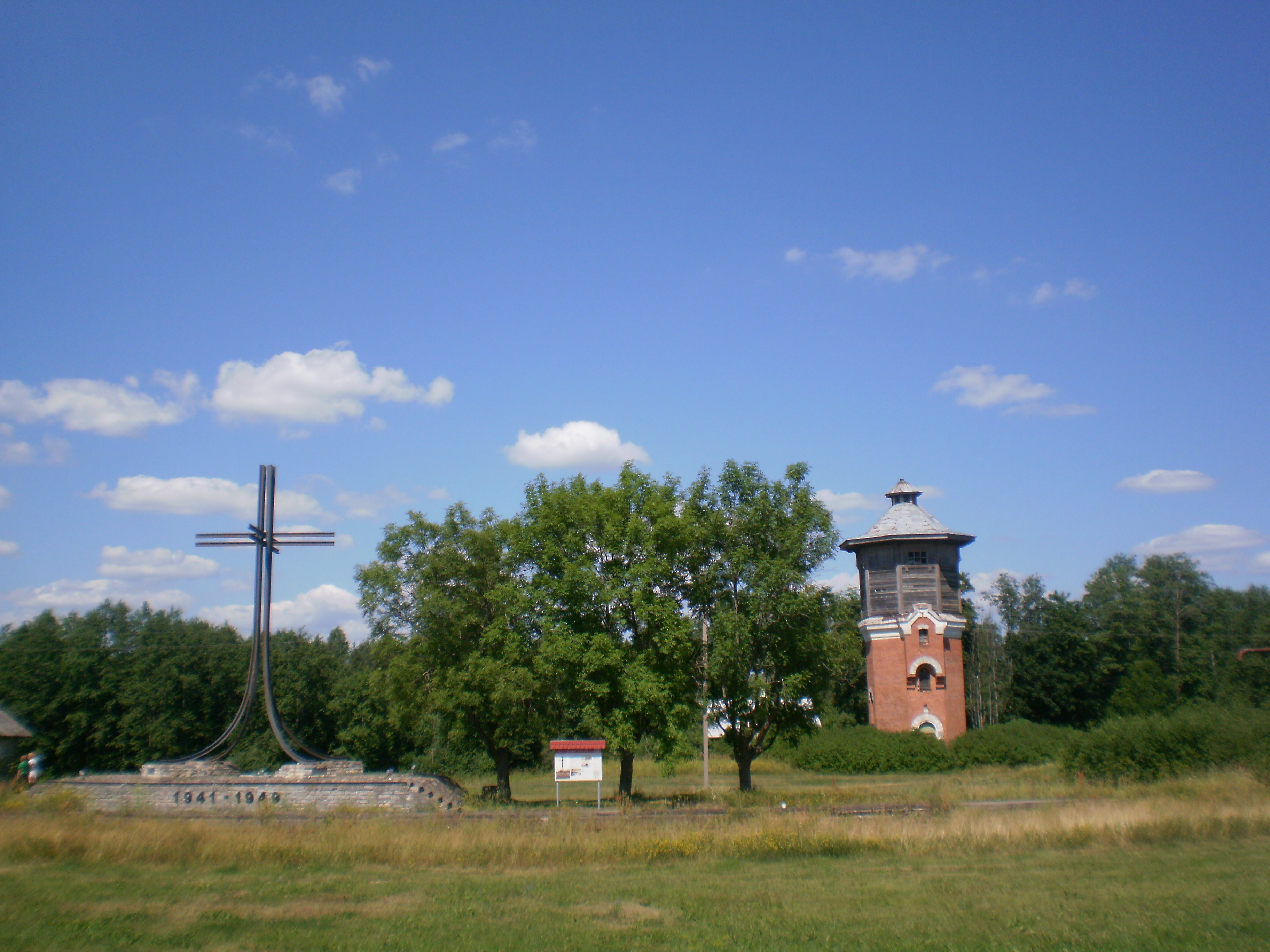
Mémorial aux déportés
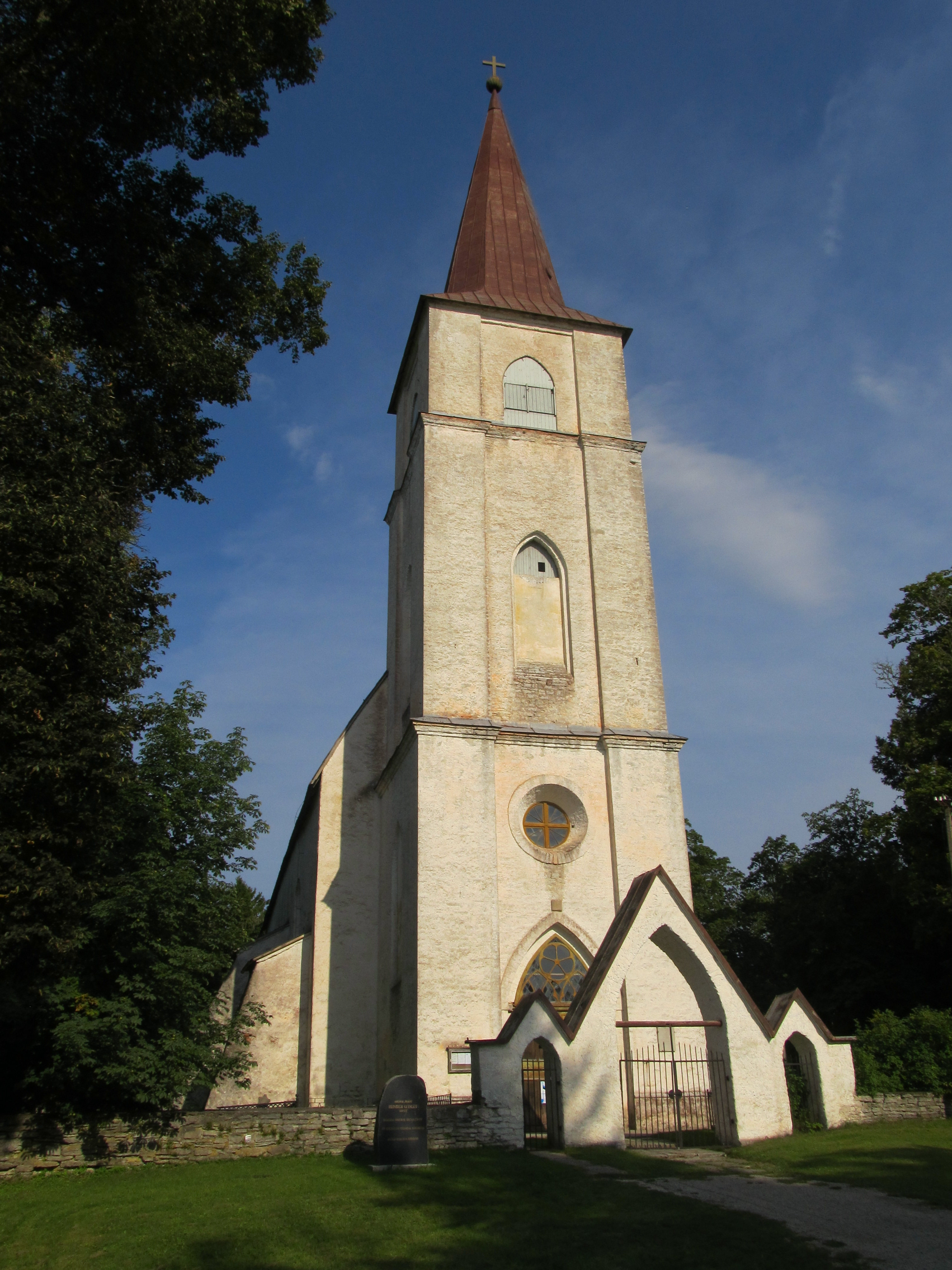
Église de Kullamaa
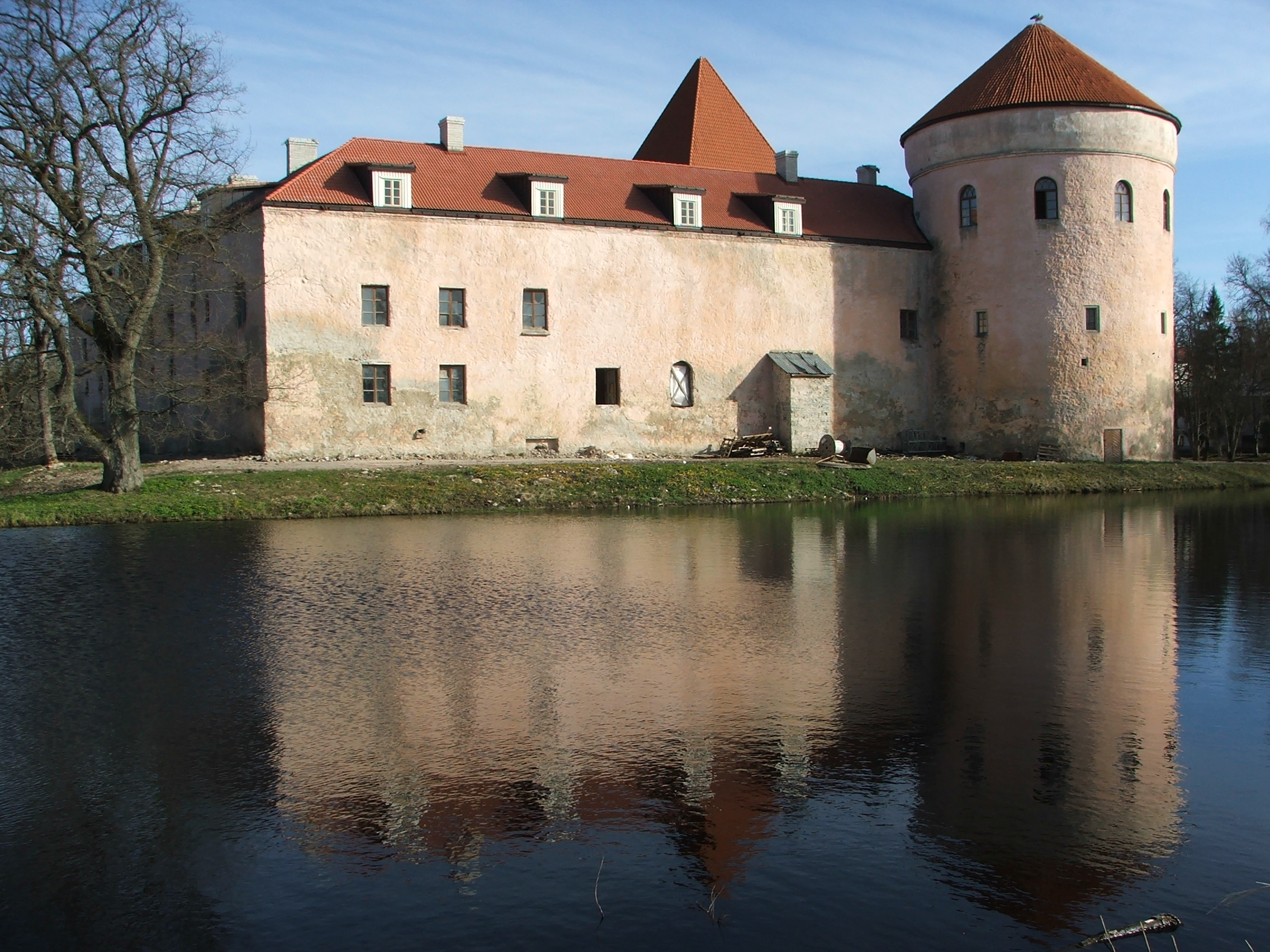
Château de Koluvere
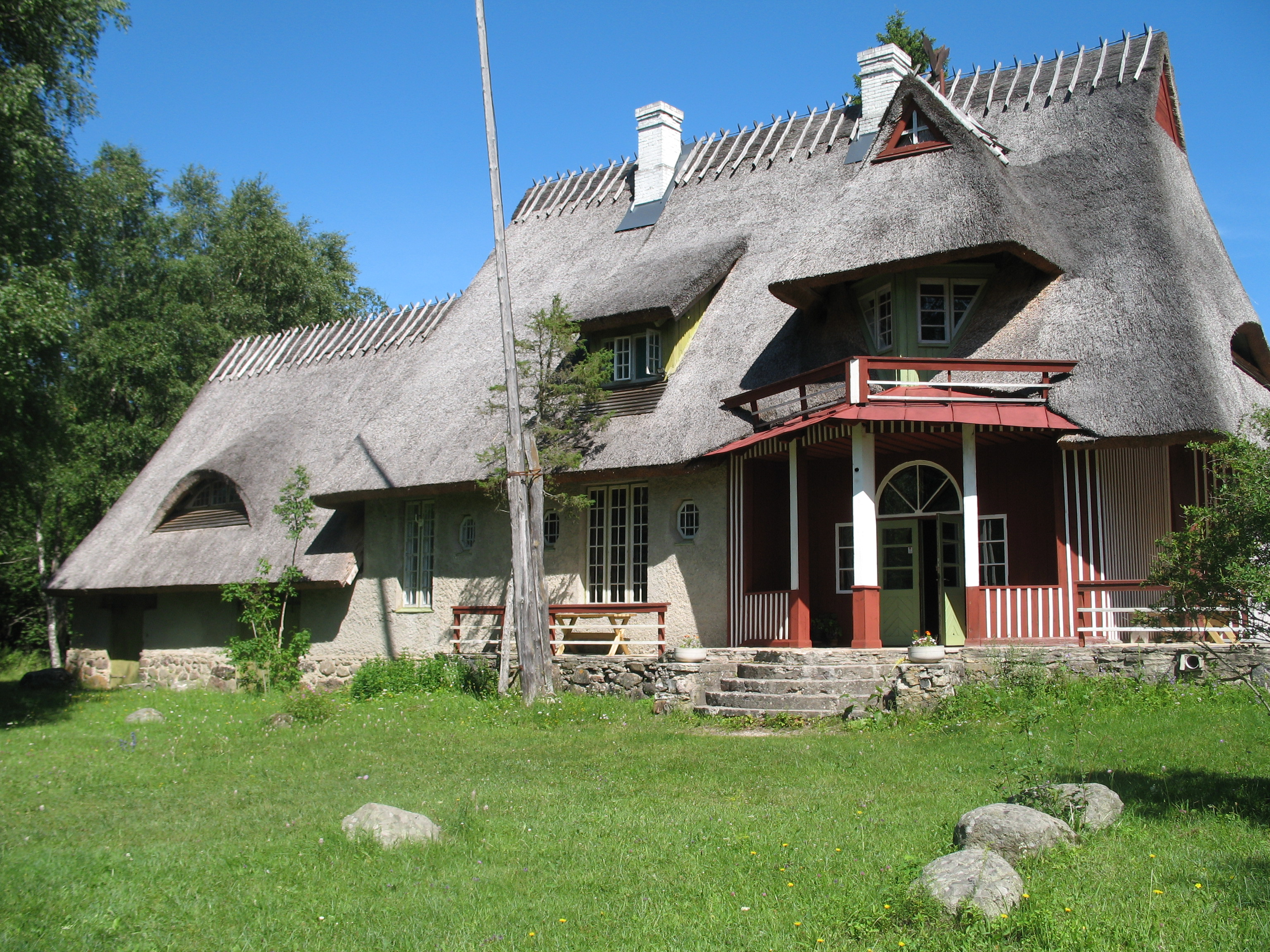
Musée de Laikmaa.